# Philadelphia United German-Hungarians
(Philadelphia) United German-Hungarians ist der Name des 1910 als Banater Männerchor gegründeten donauschwäbisch-landmannschaftlichen Vereins aus Philadelphia. Der Club benannte sich später nach seiner 1922 gegründeten erfolgreichen Fußballmannschaft um und sitzt seit 1962 in Oakford, etwa 30 km nordöstliche des Stadtzentrums von Philadelphia.
In seiner Geschichte verlor der Club zweimal das Endspiel um dem US-Fußballpokal (1977, 1993) und stand fünfmal im Endspiel um den US-Amateur-Pokal, den der Club dabei 1965 und 1999 gewinnen konnte.

## Spieler
Folgende Spieler der German-Hungarians wurden entweder in die US-Soccer Hall of Fame aufgenommen oder waren Nationalspieler:
- Werner Fricker (195?–197?), Hall of Fame, Präsident des US-Fußballverbandes 1984–1990.
- Peter Vermes (1987), WM-Teilnehmer 1990.